# Assassinato judicial

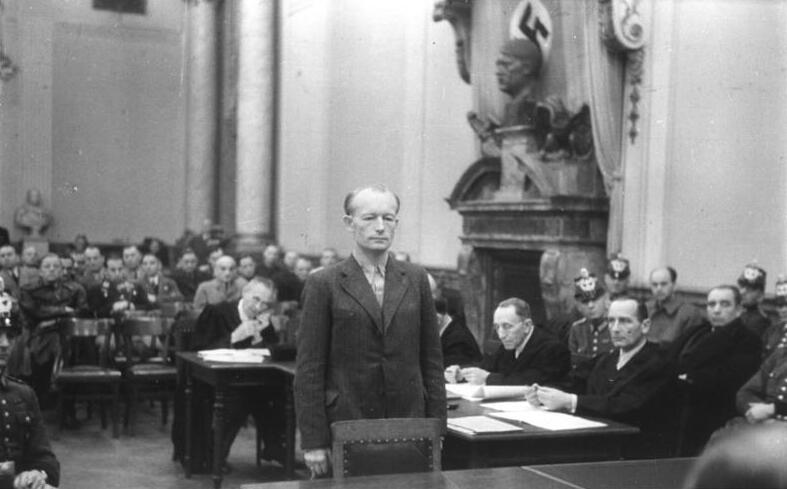
Adolf Reichwein perante um Volksgerichtshof nazista. Ele foi vítima de assassinato judicial após um julgamento encenado.

Assassinato judicial é o assassinato intencional e premeditado de uma pessoa inocente por meio da pena de morte; portanto, é um subconjunto da execução injusta. O Oxford English Dictionary descreve-o como “morte infligida por processo legal, pena de morte, especialmente considerada injusta ou cruel”. O assassinato judicial não deve ser confundido com o homicídio judicial, que pode incluir a execução da pena de morte.

## Exemplo
Um dos primeiros casos em que foram levantadas acusações de assassinato judicial foi o massacre de Amboyna em 1623, que causou uma disputa legal entre os governos inglês e holandês sobre a conduta de um tribunal nas Índias Orientais Holandesas que havia ordenado a execução de dez ingleses acusados de traição. A disputa centrou-se em diferentes interpretações da jurisdição legal do tribunal em questão. Os ingleses acreditavam que este tribunal não tinha competência para julgar e executar estas pessoas e, portanto, acreditavam que as execuções tinham sido fundamentalmente ilegais, constituindo assim “assassinato judicial”. Os holandeses, por outro lado, acreditavam que o tribunal tinha sido fundamentalmente competente e desejavam se concentrar, em vez disso, na má conduta dos juízes específicos do tribunal.

## Usos do termo no discurso jurídico e na literatura
Outro uso inicial do termo ocorre em Natural Allegiance de Northleigh, de 1688; “Ele faria de bom grado este Processo contra o Cavaleiro, mas uma espécie de Assassinato Judicial”.
Em 1777, Voltaire usou o termo comparável de assassins juridiques (“assassinos judiciais”). Voltaire era um oponente declarado da pena de morte como tal, mas era mais conhecido por criticar o sistema de justiça francês em casos de erro judicial, incluindo os casos infames de Jean Calas, que foi executado (supostamente inocente) e Pierre-Paul Sirven, que foi absolvido.
O termo foi usado em alemão (Justizmord) em 1782 por August Ludwig von Schlözer em referência à execução de Anna Göldi. Em uma nota de rodapé, ele explica o termo como

“o assassinato de um inocente, deliberado e com toda a pompa da santa Justiça, perpetrado por pessoas encarregadas de prevenir assassinatos ou, caso ocorra um assassinato, de garantir que seja adequadamente punido.”
Em 1932, o termo também foi usado pelo juiz Sutherland no caso Powell v. Alabama ao estabelecer o direito a um advogado nomeado pelo tribunal em todos os casos capitais:
Suponhamos o caso extremo de um prisioneiro acusado de um crime capital, que é surdo e mudo, analfabeto e débil mental, incapaz de contratar um advogado, com todo o poder do Estado contra ele, processado por um advogado do Estado sem designação de advogado de sua defesa, julgado, condenado e sentenciado à morte. Tal resultado … se executado, seria quase um assassinato judicial.
Hermann Mostar (1956) defende a extensão do prazo aos erros judiciais não premeditados, onde um inocente sofre a pena de morte.

## Julgamentos encenados
O termo é frequentemente aplicado para julgamentos encenados que resultam em pena de morte, e foi aplicado às mortes de Nikolai Bukharin, Milada Horáková, as onze pessoas executadas após o julgamento de Slánský e Zulfikar Ali Bhutto.
Em 1985, o Bundestag da Alemanha Ocidental declarou que o Volksgerichtshof nazista era um instrumento de assassinato judicial.